# Forte de Nacal

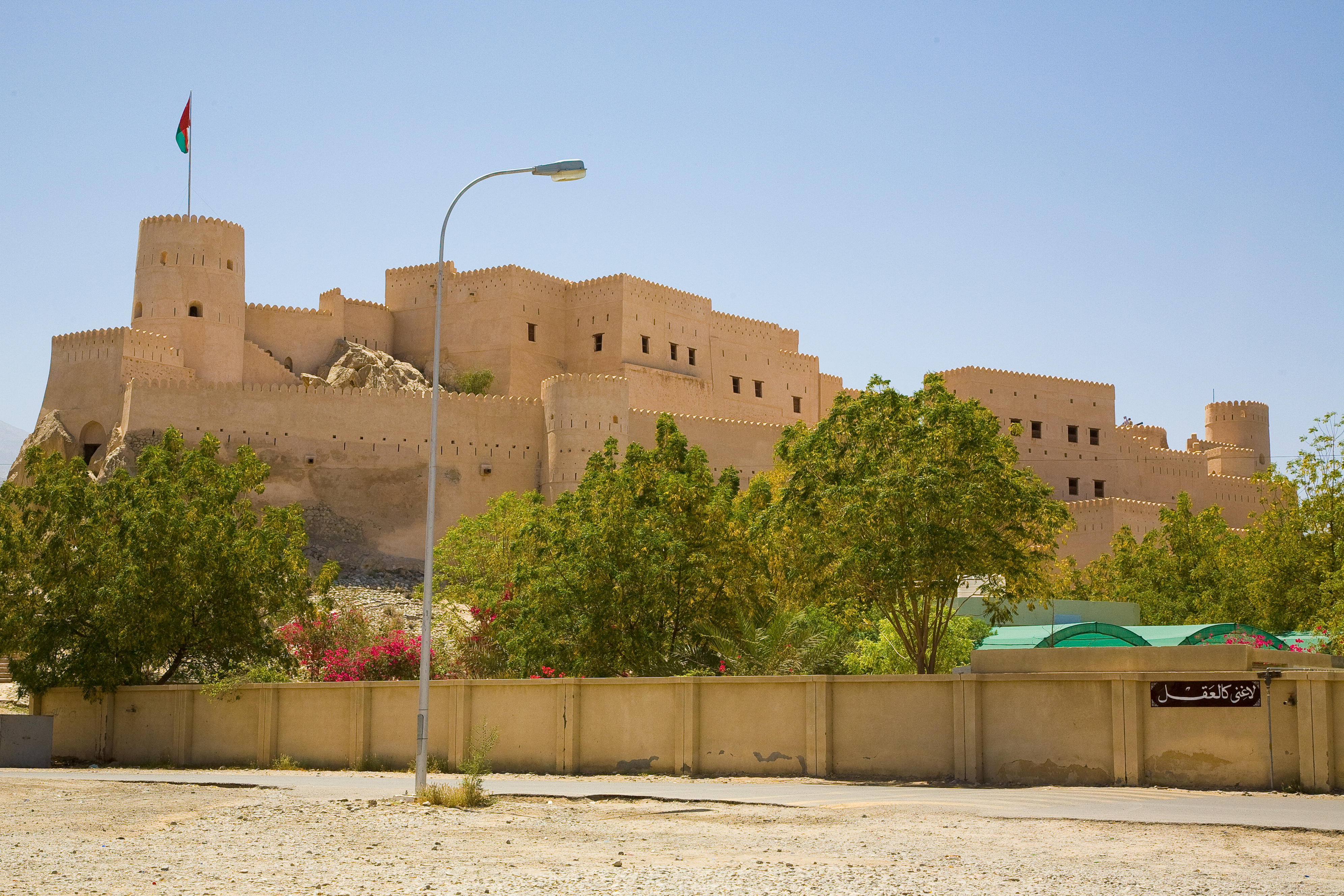
Forte de Nacal, Omã

O Forte de Nacal localiza-se em Nacal na região de Batina no Sultanato de Omã.

## História
Foi erguido no século XVII e serviu como quartel-general da tribo iaruba, sendo considerado inexpugnável. De 1988 a 1990 o conjunto foi objeto de uma ampla campanha de restauração, com projeto do arquiteto Abou Ayman.